# ZCCHC24
ZCCHC24 (англ. Zinc finger CCHC-type containing 24) – білок, який кодується однойменним геном, розташованим у людей на 10-й хромосомі. Довжина поліпептидного ланцюга білка становить 241 амінокислот, а молекулярна маса — 26 955.
| 10         |  | 20         |  | 30         |  | 40         |  | 50         |
| ---------- |  | ---------- |  | ---------- |  | ---------- |  | ---------- |
| MSLLSAIDTS |  | AASVYQPAQL |  | LNWVYLSLQD |  | THQASAFDAF |  | RPEPTAGAAP |
| PELAFGKGRP |  | EQLGSPLHSS |  | YLNSFFQLQR |  | GEALSNSVYK |  | GASPYGSLNN |
| IADGLSSLTE |  | HFSDLTLTSE |  | ARKPSKRPPP |  | NYLCHLCFNK |  | GHYIKDCPQA |
| RPKGEGLTPY |  | QGKKRCFGEY |  | KCPKCKRKWM |  | SGNSWANMGQ |  | ECIKCHINVY |
| PHKQRPLEKP |  | DGLDVSDQSK |  | EHPQHLCEKC |  | KVLGYYCRRV |  | Q          |

A: Аланін

C: Цистеїн

D: Аспарагінова кислота

E: Глутамінова кислота

F: Фенілаланін

G: Гліцин

H: Гістидин

I: Ізолейцин

K: Лізин

L: Лейцин

M: Метіонін

N: Аспарагін

P: Пролін

Q: Глутамін

R: Аргінін

S: Серин

T: Треонін

V: Валін

W: Триптофан

Кодований геном білок за функцією належить до фосфопротеїнів. 
Білок має сайт для зв'язування з іонами металів, іоном цинку. 